# Lianhua (socken i Kina, Sichuan, lat 30,44, long 105,16)
Lianhua (kinesiska: 莲花乡, 莲花) är en socken i Kina. Den ligger i provinsen Sichuan, i den sydvästra delen av landet, omkring 110 kilometer öster om provinshuvudstaden Chengdu. Antalet invånare är 19 578. Befolkningen består av 9 618 kvinnor och 9 960 män. Barn under 15 år utgör 16,0 %, vuxna 15-64 år 72 %, och äldre över 65 år 11,0 %.
Genomsnittlig årsnederbörd är 1 384 millimeter. Den regnigaste månaden är juli, med i genomsnitt 305 mm nederbörd, och den torraste är december, med 9 mm nederbörd.